# ورزش‌های موتوری در ۱۹۱۱
در ادامه مروری بر وقایع سال ۱۹۱۱ در ورزش موتوری شامل رویدادهای بزرگ مسابقه‌ای، مکان‌های ورزش موتوری که در طول یک سال افتتاح و بسته شدند، مسابقات قهرمانی و غیرقهرمانی که در یک سال تأسیس و از بین رفتند، تولد و مرگ رانندگان مسابقه‌ای و سایر افراد ورزش‌های موتوری را مرور می‌کنیم.

## رویدادهای سالانه
این تقویم فقط شامل رویدادهای مهم سالانه غیر قهرمانی یا رویدادهای سالانه است که اهمیت خاصی برخوردار بوده‌اند. برای تاریخ رویدادهای قهرمانی به مقالات فصل مربوطه مراجعه کنید.
| تاریخ           | رویداد                  | منبع. |
| --------------- | ----------------------- | ----- |
| 14 می           | تارگا فلوریو ششم        | [ ۱ ] |
| 30 می           | اولین ایندیاناپلیس ۵۰۰  | [ ۲ ] |
| 30 ژوئن-3 ژوئیه | پنجمین جزیره مردان تی‌تی | [ ۳ ] |

## تولدها
| تاریخ | ماه     | نام                | ملیت       | شغل                | یادداشت                                                        | منبع. |
| ----- | ------- | ------------------ | ---------- | ------------------ | -------------------------------------------------------------- | ----- |
| 20    | ژوئن    | پل پیچ             | آلمانی     | راننده مسابقه      | اولین راننده آلمانی در فرمول یک .                              | [ ۴ ] |
| 24    | ژوئن    | خوان مانوئل فانخیو | آرژانتینی  | راننده مسابقه      | قهرمان فرمول یک جهان ( ۱۹۵۱ ، ۱۹۵۴ - ۱۹۵۷ ).                   | [ ۵ ] |
| 2     | جولای   | رج پارنل           | بریتانیایی | راننده مسابقه      | برنده جایزه بین المللی BRDC ۱۹۵۱.                              | [ ۶ ] |
| 14    | سپتامبر | لزلی گراهام        | بریتانیایی | مسابقه موتور سیکلت | 500 سی سی رقابت‌های جایزه بزرگ موتورسواری قهرمان جهان ( ۱۹۴۹ ). | [ ۷ ] |